# Hoyte van Hoytema
Hoyte van Hoytema, ASC, FSF, NSC (Horgen, Suiza, 4 de octubre de 1971), es un director de fotografía neerlandés-sueco que estudió en la Escuela Nacional de Cine, Televisión y Teatro en Lodz. Algunos de sus trabajos incluyen Låt den rätte komma in (2008), The Fighter (2010), Tinker Tailor Soldier Spy (2011), Her (2013), Spectre (2015), y Ad Astra (2019). Van Hoytema es también reconocido por sus colaboraciones con el director de cine Christopher Nolan, habiendo rodado Interstellar (2014), Dunkerque (2017), Tenet (2020) y Oppenheimer (2023). El trabajo de Van Hoytema ha sido muy elogiado tanto por los críticos de cine como por el público, lo que le valió varios premios, incluyendo un Óscar a la mejor fotografía y tres nominaciones al premio BAFTA a la mejor fotografía.
Ha trabajado principalmente en Suecia, pero también en Alemania, Noruega, Estados Unidos y el Reino Unido.

## Vida y carrera
Van Hoytema nació en Horgen, Suiza y estudió en la Escuela Nacional de Cine Televisión y Teatro en Łódź entre 1993 y 1997. Trabajó en pequeñas obras en Polonia, los Países Bajos y Noruega, donde acabó conociendo al productor Malta Forssell, que le llevó a Suecia para un producción de Danslärarens Återkomst.
Desde entonces, Hoyte van Hoytema ha filmado varios largometrajes, documentales y series de televisión. Su colaboración con los directores Mikael Marcimain, Tomas Alfredson y Cristopher Nolan le ha valido elogios de la crítica y una colección de premios nacionales e internacionales.

## Filmografía
| Año  | Título                    | Director          |
| ---- | ------------------------- | ----------------- |
| 2008 | Låt den rätte komma in    | Tomas Alfredson   |
| 2010 | The Fighter               | David O. Russell  |
| 2011 | Tinker Tailor Soldier Spy | Tomas Alfredson   |
| 2012 | Call Girl                 | Mikael Marcimain  |
| 2013 | Her                       | Spike Jonze       |
| 2014 | Interstellar              | Christopher Nolan |
| 2014 | Bröderna Lejonhjärta      | Tomas Alfredson   |
| 2015 | Spectre                   | Sam Mendes        |
| 2017 | Dunkerque                 | Christopher Nolan |
| 2019 | Ad Astra                  | James Gray        |
| 2020 | Tenet                     | Christopher Nolan |
| 2022 | Nope                      | Jordan Peele      |
| 2023 | Oppenheimer               | Christopher Nolan |

## Premios y distinciones
Óscar
| Año  | Categoría        | Película  | Resultado |
| ---- | ---------------- | --------- | --------- |
| 2018 | Mejor fotografía | Dunkerque | Nominado  |